# Chenopodium pallidicaule
Espèce
Classification phylogénétique
Le chénopode pallidicaule (Chenopodium pallidicaule), connu sous divers noms vernaculaires espagnols tels que cañihua, cañahua, canihua, kañiwa, est une espèce de plantes du genre des chénopodes de la famille des Amaranthaceae selon la classification phylogénétique ou de celle des Chenopodiaceae. Elle est originaire de l'Altiplano andin, en Amérique du Sud, très proche par ses caractéristiques et ses usages du quinoa (Chenopodium quinoa). Il s'agit d'une pseudo-céréale.
Cette plante est une pseudo-céréale qui fait partie des plus anciennes cultures de subsistance des anciens Incas. Elle présente des caractéristiques intéressantes aux plans agronomique et nutritionnel :
tolérance aux conditions de milieu rencontrées en haute montagne, haute teneur en protéines et en composés phénoliques, et pouvoir antioxydant élevé, et absence de saponines, substances qui compliquent l'usage alimentaire du quinoa. 
Toutefois, sa domestication est inachevée, et le manque d'uniformité dans le mûrissement des grains est une limitation.